# Fola Evans-Akingbola
Fola Evans-Akingbola (* 26. September 1994 in London) ist eine britische Schauspielerin und Model.

## Leben und Karriere
Evans-Akingbola wurde in London geboren und wuchs in Bermondsey und Honor Oak Park auf. Ihre Eltern sind britisch bzw. nigerianisch. Ihr Philosophie-Studium brach sie zugunsten ihrer Model-Karriere ab. Sie besuchte, nach eigener Aussage nur zum Spaß, das National Youth Theatre und die Identity School of Acting. Seit 2014 tritt sie als Schauspielerin in Erscheinung.
Bekannt wurde sie für ihre Gastrollen in Game of Thrones und Death in Paradise (beide 2016). Sie spielte außerdem in den Fernsehserien Youngers und Holby City sowie im Film An American Exorcism. Weitere Rollen in Film und Fernsehen folgten, ihr Schaffen umfasst mehr als ein Dutzend Produktionen.

## Filmografie
- 2014: Youngers (Fernsehserie, 1 Folge)
- 2014: Holby City (Fernsehserie, 1 Folge)
- 2016: Death in Paradise (Fernsehserie, 4 Folgen)
- 2016: Game of Thrones (Fernsehserie, 2 Folgen)
- 2016: An American Exorcism
- 2017: Dawn (Fernsehfilm)
- 2018: VS.
- 2018–2020: Mysterious Mermaids (Siren, Fernsehserie, 36 Folgen)
- 2019: Black Mirror (Fernsehserie, 1 Folge)
- 2019: Grandma’s 80th Surprise (Kurzfilm, Regie, Buch und Produktion)
- 2021: Trying (Fernsehserie, 5 Folgen)
- 2022: Ten Percent (Fernsehserie, 8 Folgen)
- 2023–2025: The Night Agent (Fernsehserie, 11 Folgen)
- 2024: First Class (Upgraded)
- 2025: Back in Action